# Chalawan

Baan van de exoplaneten van Chalawan

Chalawan (47 Ursae Majoris) is een zwakke zonachtige ster, een type G-hoofdreeksster, in het sterrenbeeld Grote Beer (Ursa Major). De Hipparcos-satelliet heeft een parallax van 72,01 milliboogseconden gemeten, wat overeenkomt met een afstand van 45,295 lichtjaar. De ster heeft een planetensysteem met ten minste drie Jupiter-achtige gasreuzen. In december 2015 kreeg de ster de naam Chalawan, naar de legendarische krokodil uit het Thaise volksverhaal 'de legende van Krai Thong'.

## Taphao Thong
In 1996 is bij deze ster een exoplaneet ontdekt, Taphao Thong (47 Ursae Majoris b), die in 2,98 jaar een vrijwel cirkelvormige baan op 316 miljoen kilometer van de ster beloopt. De massa van de planeet is berekend op 2,54 maal de massa van Jupiter.

## Taphao Kaew
In 2001 is wederom een exoplaneet ontdekt, Taphao Kaew (47 Ursae Majoris c), die in iets meer dan 7 jaar een cirkelvormige baan om de ster beschrijft op een afstand van 555 miljoen kilometer. Deze planeet heeft een kleinere massa van zo'n 0,76 maal die van Jupiter.